# Jurata

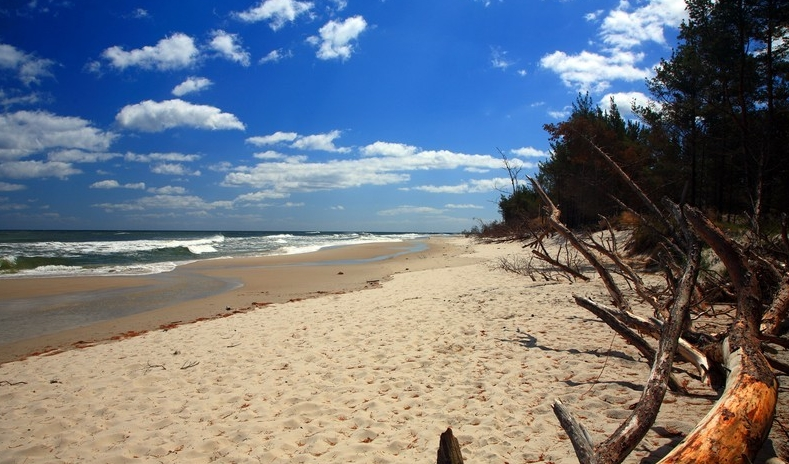
Strand von Jurata

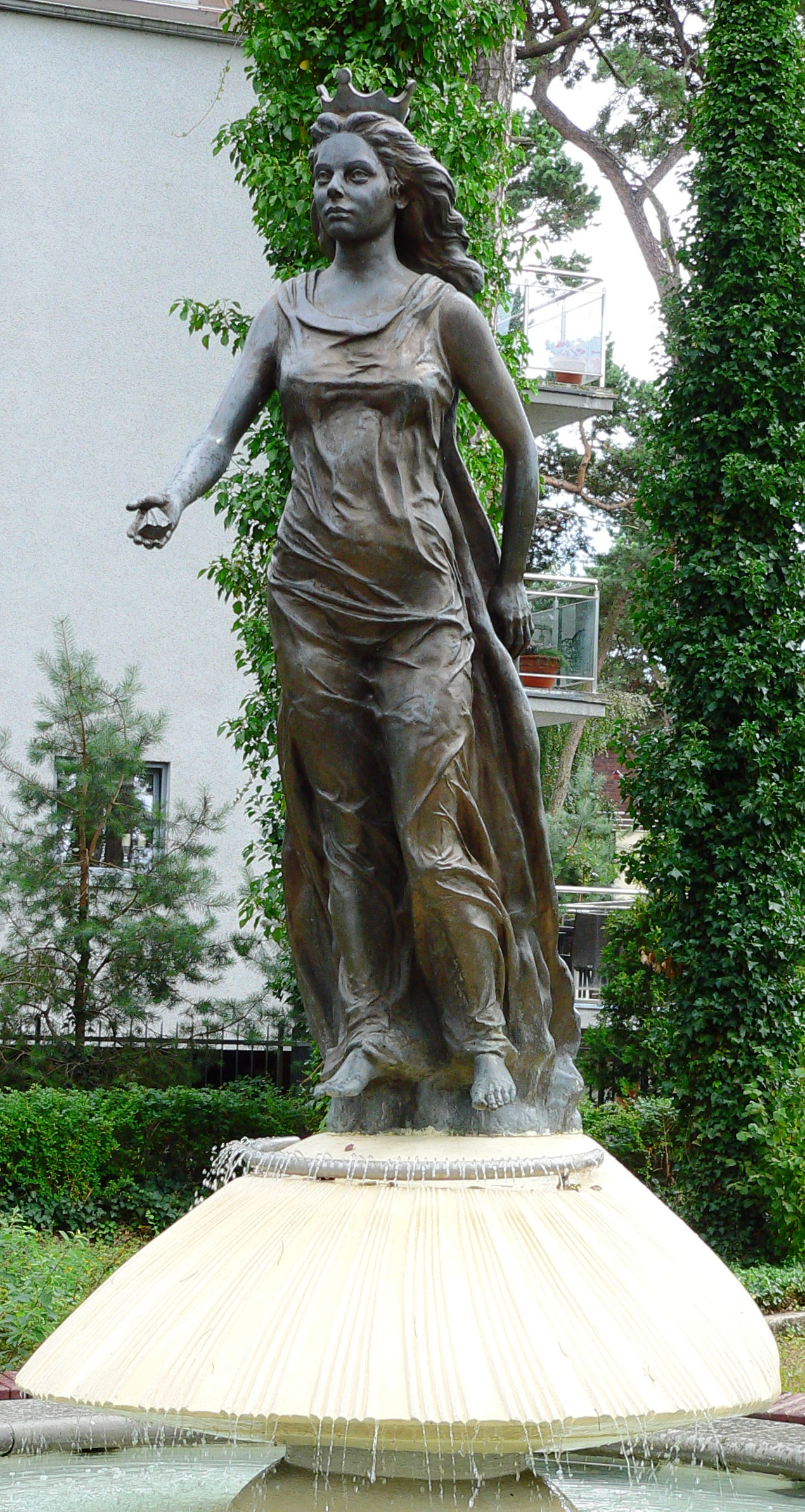
Jurata-Brunnen in Jurata

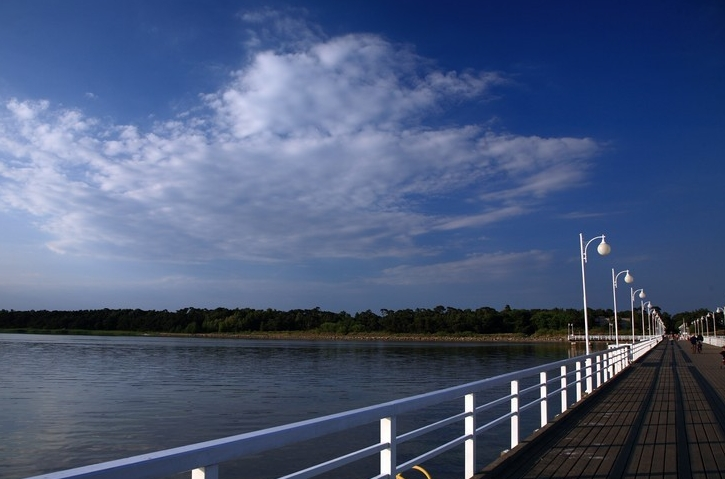
Seebrücke von Jurata

Jurata ist ein Badeort an der Ostsee auf der Halbinsel Hel im Powiat Pucki der polnischen Woiwodschaft Pommern und gehört zur Stadt-und-Land-Gemeinde Jastarnia (deutsch Heisternest). Die Ortschaft liegt in einem bewaldeten Teil der Halbinsel zwischen Jastarnia und der Stadt Hel (Hela).

## Geschichte
Jurata ist die jüngste Siedlung der Halbinsel Hel. Bis in die 1920er Jahre befanden sich auf dem Gebiet von Jurata entlang der Küste nur ärmliche, verstreute Häuser, in denen kaschubische Fischer wohnten.
1928 pachtete die Aktiengesellschaft „Jurata“ vom polnischen Staat ein 150 ha großes Areal, um hier ein Seebad zu errichten. Von Beginn an hatte man wohlhabende Gäste als Zielgruppe. Daraufhin entstand zwischen den Fischerhäusern ein Badeort in einem modernen, eleganten Stil. Es wurden keine kleinen Pensionen gebaut wie sonst auf der Halbinsel Hel üblich, sondern Hotels mit Tennisplätzen, Schwimmbädern und Spielsälen, um ein anspruchsvolles Freizeitangebot bieten zu können. Obgleich nicht alle Vorhaben umgesetzt wurden, entwickelte sich Jurata bald zum modernsten Strandbad der Zweiten Polnischen Republik und wurde zuweilen „polnisches Palm Beach“ genannt, da es zu den schicksten polnischen Küstenort zählte. Als Gäste kamen vor allem Warschauer Bürger sowie bekannte Persönlichkeiten aus Politik, Sport, Medien und Kultur. Der Ausbruch des Zweiten Weltkriegs verhinderte den geplanten Bau eines Kulturzentrums für die reichen Gäste. Nach dem Krieg wurden die Bauarbeiten wieder aufgenommen.
Bis heute sind noch die alten Fischerhäuser erhalten, die einst in traditioneller kaschubischer Bauweise errichtet wurden. Die städtebauliche Struktur der Ortschaft wurde unter Denkmalschutz gestellt. Besonders hervorzuheben ist die ehemalige Sommerresidenz (ulica Swietopel 13) des polnischen Malers Wojciech Kossak, der ein Teil der polnischen Künstlerboheme war. Ein anderer Maler, der ein häufiger Gast in Jurata war, war Mieczysław Lurczyński.
Die Villen und Pensionen aus den 1930er Jahren wurden renoviert und werden heute als Hotels betrieben. Damit erhielt Jurata wieder etwas von seinem alten Glanz und noblem Erscheinungsbild zurück.
Zwischen 1939 und 1945 war der Ort in Helaheide umbenannt worden.

## Sehenswürdigkeiten und Sport
In Jurata gab es zum Ende der 1920er Jahre einen Holzsteg, seit 1970 gibt es eine Seebrücke, die 320 Meter weit in die Putziger Wiek reicht. Gäste können  verschiedene Wassersportarten ausüben und auf traditionellen Segelbooten („Pomeranka“) an Rundfahrten in der Bucht teilnehmen.
Im Kurort Jurata befindet sich die Sommerresidenz des polnischen Präsidenten. Das Gelände umfasst eine Schutzzone mit einem ca. 2 km langen Streifen entlang des Strandes, der für die Öffentlichkeit gesperrt ist. Der Staatspräsident empfing in Jurata Staatsoberhäupter aus aller Welt.

## Name aus der litauischen Mythologie
Der Name kommt von der litauischen Meeresgöttin Jūratė, die in Polen „Jurata“ geschrieben wird. Der Sage nach lebte sie an der Küste der Halbinsel Hel auf dem Meeresboden in einem wunderschönen Unterwasserpalast aus Bernstein. Eines Tages bemerkte sie, dass der Fischermann Kastytis ihre Fische fing. Sie ging zu seinem Boot, um ihn zurechtzuweisen, jedoch war er so schön anzusehen, dass sie sich in ihn verliebte. Von da an besuchte Jurata den jungen Fischermann jeden Tag bis Perkunas, der Gott des Donners, von ihrer Beziehung zu einem Sterblichen erfuhr. Voll Eifersucht und Wut ließ er einen Blitz auf Juratas Palast herabfahren, der ihn in viele tausend kleine Stücke zerschmetterte. Er kettete Jurata an einen Felsen am Meeresgrund und tötete Kastytis. Der Sage nach kann man die Schreie von Kastytis hören, wenn es auf der Ostsee donnert und die kleinen Bernsteinstücke, die an den Ostseestrand gespült werden, sollen vom zerstörten Palast von Jurata stammen bzw. von den Tränen, die festgekettete Jurata am Meeresboden weint.